# Ecbolium oblongifolium
Ecbolium oblongifolium là một loài thực vật có hoa trong họ Ô rô. Loài này được Vollesen mô tả khoa học đầu tiên năm 1989.